# パラグアイ関係記事の一覧
パラグアイ関係記事の一覧（パラグアイかんけいきじのいちらん）
- グアラニー
- グアラニー族
- アスンシオン
- パラグアイの国旗
- パラグアイの国歌

- スペイン語
- グアラニー語
- メスティーソ
- グアラニア

- ラテンアメリカ
- メルコスール
- ボリビア
- ブラジル
- 中華民国
- 南アメリカ

- 南米サッカー連盟
- ホセ・ルイス・チラベルト
- ロケ・サンタ・クルス
- ササ・サルセード
- 日本国との平和条約

- テレレ

- グアンパ
- 国際刑事裁判所

- サバナ (地理)
- アルフレド・ストロエスネル

- パラグアイにおけるコーヒー生産